# 이반고로드

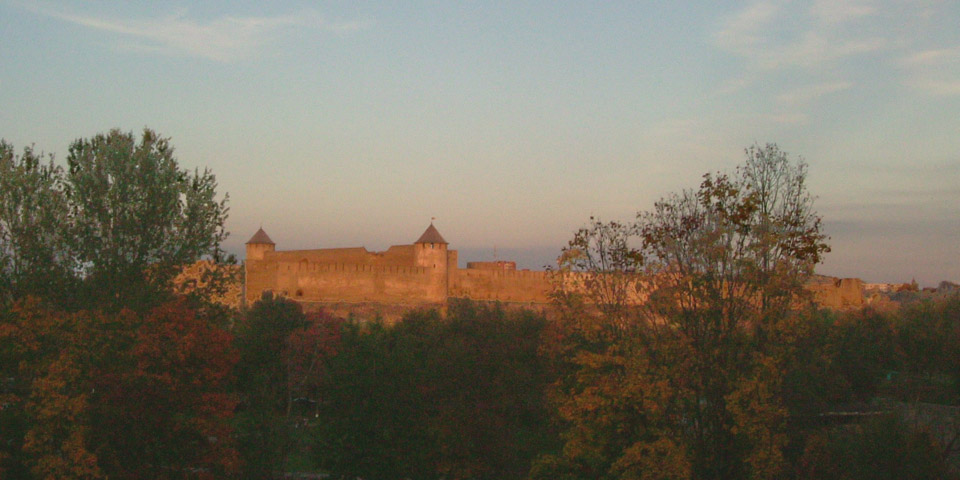

이반고로드(러시아어: Ивангород, 핀란드어: Iivananlinna)는 레닌그라드 주에 있는 도시이다. 에스토니아에서는 야닐린(에스토니아어: Jaanilinn)이라고 부른다. 인구는 1만 1,900명(2003년 기준)이며 면적은 7.7km2이다. 이 도시는 원래 에스토니아의 영토였지만 1956년 러시아의 영토가 되었다.